# Малюр низинний
Малюр низинний (Chenorhamphus campbelli) — вид горобцеподібних птахів родини малюрових (Maluridae).

## Таксономія
До 2011 року вважався підвидом Chenorhamphus grayi. Виокремлений на основі генетичного молекулярного аналізу.

## Поширення
Вид поширений на півдні та південному сході Новій Гвінеї. Мешкає у субтропічних та тропічних вологих низинних лісах.